# Cryotainer
Cryotainer-Music for Gasometers is een muziekalbum van Stephen Parsick. Het bevat bewerkte opnamen (omgevingsgeluiden en resonantie) van het concert met elektronische muziek in de Gasometer van Oberhausen. Op hetzelfde concert speelde Gert Emmens; zie The Nearest Faraway Place Volume 1.
Parsick maakt doombient; de donkere variant van ambient, hier extra gelardeerd met samples uit de industrial-variant. Het album is verschenen in een gelimiteerde oplage (25 stuks). De titels van de composities ontbreken daarbij. De spookachtige muziek straalt een grootse verlatenheid uit door het veelvuldig gebruik van drones.  Of de titel verwijst naar cryonisme (doods en bevroren) is niet bekend.

## Composities
1. idophonic ambience
2. density and pressure
3. lightwave (dedicated to the memory of susan belling)
4. nachtmusik
5. dark gamelans
6. cryotainer
7. cold burning
8. luminous gas